# Ernesto Mascheroni
Ernesto Mascheroni, född 21 november 1907 i Montevideo, död 3 juli 1984, var en uruguayansk professionell fotbollsspelare, aktiv under 1920- och 1930-talen. Mascheroni spelade för Uruguays- och Italiens herrlandslag i fotboll.